# ? (фильм)
«?» (индон. Tanda Tanya) — индонезийский художественный драматический фильм кинорежиссёра Хануна Брамантйо.
В главных ролях — Ревалина Темат, Реза Рахадиан, Агус Кунчоро, Эндхита, Рио Деванто и Хенки Сулаеман (индон. Hengky Sulaeman).
Главная тема — непростые межконфессиональные отношения в Индонезии, которые зачастую приводят к конфликтам между людьми с разными религиозными убеждениями. Главные герои фильма — члены трёх семей: буддистской, мусульманской и католической. Несколько из них погибнет в результате насилия на религиозной почве, но после многих несчастий эти семьи смогут примириться.
В основе сюжета лежит личный опыт Брамантйо, родители которого принадлежали к разным этническим группам. «?» был задуман в качестве противодействия изображению ислама как «радикальной религии». Тема религиозного плюрализма вызывает резкие противоречия в индонезийском обществе, и потому Брамантйо было трудно найти поддержку. Неожиданно компания «Mahaka Pictures» согласилась вложить в создание фильма 5 млрд индонезийских рупий. Съёмки начались 5 января 2011 года в Семаранге.
7 апреля того же года фильм вышел на экраны, получил благоприятные отзывы кинокритиков и оказался коммерчески успешным: его посмотрели более 550 тысяч зрителей в Индонезии. Затем «?» был показан и в других странах. Фильм участвовал в девяти номинациях Индонезийского кинофестиваля, получил «Читру» (индон. Piala Citra, англ. Citra Award) в одной из них.
Тем не менее, ряд индонезийских мусульманских групп, включая «Индонезийский совет улемов», «Фронт защитников ислама» и «Нахдатул Улама», протестовали против фильма из-за того, что «?» пропагандировал ценности религиозного плюрализма.

## Сюжет
Основная тема фильма — межрелигиозные отношения в Индонезии: стране, где конфликты на религиозной почве являются обычным делом, и долгое время продолжается дискриминация и насилие в отношении индонезийцев китайского происхождения.
В фильме показана судьба трёх семей, проживающих в деревне неподалёку от Семаранга (Центральная Ява): индонезиец китайского происхождения, буддист Тан Кат Сун (исполнитель роли — Хенки Сулаеман) и его сын Хендра (Рио Деванто); мусульманин Солех (Реза Рахадиан) и его жена, мусульманка Менук (Ревалина Темат); перешедшая из ислама в католицизм Рика (Эндхита) и её сын — мусульманин Аби.
Сун и Хендра владеют китайским рестораном, где подают, в том числе, блюда из свинины, запретной для мусульман; но при этом у ресторана есть много мусульманских клиентов и сотрудников. Чтобы поддерживать хорошие отношения со своими мусульманскими сотрудниками и клиентами, Сун использует для приготовления свинины отдельную посуду, которую он не разрешает использовать для других блюд. Сун разрешает сотрудникам совершать намазы в течение рабочего дня и отпускает их с работы во время Ураза-байрама, главного мусульманского праздника. У него работает и Менук, которая содержит своего безработного мужа Солеха. Рика дружит с Менук и встречается с мусульманином — актёром-неудачником Сурьей (Агус Кунчоро).
В возрасте более 70 лет Сун тяжело заболевает, и управление рестораном переходит к его сыну Хендре. Хендра не хочет иметь дело с мусульманами, а потому решает использовать свинину во всех мясных блюдах, подаваемых в ресторане. Также Хендра ссорится с Солехом из-за Менук, с которой Хендра ранее встречался. По той же причине Солех охладевает к Менук и говорит жене, что собирается развестись с ней. Менук от этого впадает во всё более сильную депрессию. Рика страдает из-за резко отрицательного отношения к ней её семьи и соседей, начавшегося после её перехода из ислама в католицизм; её сын Аби остался мусульманином, но тоже подвергается нападкам из-за матери. Между тем, Сурья и Дони (Гленн Фредли) увлекаются Рикой и борются друг с другом из-за неё. Сурья переживает из-за того, что не может найти хорошую актёрскую работу.
В дальнейшем Солех вступает в члены исламской благотворительной группы «Нахдатул Улама», в надежде обрести уверенность. В дальнейшем он погибает, спасая католический храм: обнаружив заложенную там бомбу, он выносит её на улицу, где та взрывается, убив Солеха, но не причинив вреда другим людям.
Ресторан, не закрытый во время Ураза-байрама, подвергается нападению со стороны группы мусульман, которые убивают Суна. После этого Хендра зачитывает «99 имён Аллаха» и принимает ислам, надеясь, что теперь сможет жениться на мусульманке Менук, хотя ещё не ясно, согласится ли та выйти за него замуж.
Рика предлагает Сурье высокооплачиваемую актёрскую работу: играть роль Иисуса в рождественских и пасхальных церковных постановках. Сурья колеблется, сомневаясь, допустима ли такая работа для мусульманина, но в итоге соглашается. После спектакля он идёт в мечеть и читает Аль-Ихлас. Родители Рики принимают религиозный выбор дочери и благословляют её.

## В ролях
- Ревалина Саютхи Темат[индон.] в роли Менук — мусульманки, носящей хиджаб, супруги Солеха. Менук работает в ресторане Тан Кат Суна вместе с её бывшим ухажёром Хендрой, сыном владельца ресторана[4]. По словам Темат, Менук вышла замуж за Солеха, а не за Хендру не по любви, а потому, что Солех был мусульманином, а Хендра — буддистом[5].
- Реза Рахадиан Матулесщ[индон.] в роли Солеха, безработного мужа Менук, который хочет быть героем для своей семьи. Он вступает в подразделение «Бансер» организации «Нахдатул Улама», где занимается охраной объектов религиозного назначения от возможных террористических атак. Погибает смертью героя, вынося бомбу из католического храма, полного прихожан[6].
- Эндхита Вибисоно[индон.] в роли Рики, молодой разведённой женщины, одинокой матери, перешедшей из ислама в католичество. Из-за развода с мужем и смены религии соседи относятся к ней с презрением. Рика часто ссорится со своим сыном Аби, который отказался принимать католицизм вместе с ней и остался мусульманином[4]. На Индонезийском кинофестивале[индон.] 2011 года Эндхита участвовала в номинации «Лучшая женская роль второго плана»[индон.], но проиграла Рие Ираван[индон.], сыгравшей такую роль в фильме «Танцор»[индон.].[7][8]
- Агус Кунчоро Ади[индон.] в роли Сурьи, молодого мусульманина-актёра и бойфренда Рики. Сурье достаются только эпизодические роли, и в результате он живёт в нужде и переживает экзистенциальный кризис.[4][6] Неожиданно он получает главную роль — Иисуса Христа в рождественских и пасхальных католических спектаклях[4]. Кунчоро также участвовал в Индонезийском кинофестивале 2011 года, в номинации «Лучшая мужская роль второго плана», но проиграл Матхиасу Мучусу[индон.] (фильм «Охотник за ветром»[индон.]).[7][8]
- Рио Деванто[индон.] в роли Хендры, сына Тат Кан Суна и Лим Гиок Ли. Постоянно спорит с родителями, особенно по вопросам ведения ресторанного бизнеса. Влюблён в Менук, но та отвергает его предложения, потому что Хендра — не мусульманин, а мусульманка может выходить замуж только за мусульманина[4]. После смерти отца Хендра принимает ислам[6].
- Хенки Сулаеман (Hengky Sulaeman) в роли Тан Кат Суна, владельца ресторана, индонезийца китайского происхождения, мужа Лим Гиок Ли и отца Хендры. Сохраняет бодрость духа, несмотря на серьёзные проблемы со здоровьем[4].
- Эдмай (Edmay) в роли Лим Гиок Ли, жены Тан Кат Суна и матери Хендры. Лим Гиок Ли часто даёт советы Менук[6].
- Гленн Фредли в роли роли Дони — молодого католика, влюблённого в Рику[6].
- Давид Чхалик[индон.] в роли Вахью — мусульманского религиозного лидера и советника Сурьи[6].
- Деди Сутомо (Dedy Soetomo) в роли пастора католической церкви, в которую ходит Рика[6].

## Создание фильма
Режиссёр фильма «?» — Ханун Брамантйо, индонезиец смешанного китайско-яванского происхождения. Он решил поставить такой фильм, посвящённый религиозному плюрализму, основываясь на собственном жизненном опыте ребёнка-полукровки. Название фильма «?» (вопросительный знак) он выбрал потому, что если бы фильм получил название «Либерализм» или «Плюрализм», это могло бы вызвать протесты со стороны противников данных идеологий, а более подходящего названия придумать не удалось. Прообразами героев фильма являются реальные люди — как те, которых Брамантйо знал лично, так и те, о которых он читал. По его словам, целью создания фильма было «разоблачить некоторые заблуждения насчёт ислама» и оспорить представление об исламе как о «радикальной религии». На прошедшей перед выходом фильма пресс-конференции Брамантйо заявил, что «?» создан не как коммерческий фильм, а как идейная декларация. Этот фильм стал для режиссёра четырнадцатым; ранее Брамантйо уже снимал фильмы на тему ислама: в 2008 году — полигамную романтическую драму «Стихи любви», а в 2009-м — биографический фильм «Просветитель».

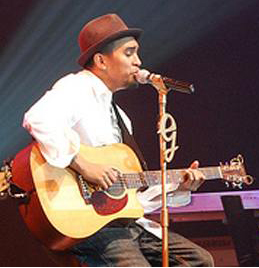
Певец и актёр Гленн Фредли посчитал своего героя интересным и хорошо выражающим сложную религиозную ситуацию в Индонезии

Опасаясь, что фильм на тему плюрализма будет воспринят как некий «призыв», некоторые инвесторы отозвали свои обязательства; также Брамантйо не мог получить поддержки со стороны крупных киностудий. Перед показом фильма индонезийским киноцензорам (англ. Indonesian Film Censor Board), отдельные сцены были вырезаны, в том числе эпизод, где голова свиньи видна в окне ресторана Суна; другие сцены, вызвавшие комментарии, были оставлены, но сокращены. Перед премьерой фильма Брамантйо консультировался с двумя десятками людей, включая нескольких религиозных лидеров, чтобы удостовериться в том, что фильм не будет оскорбительным. К работе над сценарием была привлечена Титиен Ваттимена; она сделала больший упор на призыв к терпимости.
Компания «Mahaka Pictures», которой владеет та же группа, что и газетой «Республика», создавала фильм совместно с «Dapur Film». Директор «Mahaka Pictures», Эрик Тохир, утверждал, что его компания помогала создать этот фильм потому, что он «был обеспокоен снижением качества индонезийских фильмов». Он пожелал работать с Брамантйо, потому что тот уже имел успешный опыт создания фильмов на религиозные темы.
Съёмки начались 5 января 2011 года в Семаранге; Брамантйо позже описывал этот город как хороший пример терпимости, проявляемой в действии. Как сообщалось, затраты на создание фильма составили 5 миллиардов индонезийских рупий (около 600 тыс. долларов США).
В фильме прозвучали две песни в исполнении индонезийской группы «Sheila on 7»: «Уверен, что могу» (индон. Pasti Kubisa) и «Словарь моей жизни» (индон. Kamus Hidupku).
Исполнителей главных ролей Брамантйо подбирал сам; других актёров набирала компания «Mulyo Hadi Purnomo», расположенная в Семаранге. Агус Кунчоро, который ранее исполнял роль в «Просветителе» и был известен своим участием в фильмах на исламские темы, согласился на роль Сурьи в «?» сразу же, как прочитал сценарий будущего фильма. Актёр и певец Гленн Фредли тоже сразу согласился на роль Дони, потому что этот персонаж, ультраконсервативный католик, хорошо выражал деликатную религиозную ситуацию в стране, да и просто это была интересная роль.
Ревалина Темат, которая уже сотрудничала с Брамантйо — в 2009 году она снималась в другом его фильме: «Девушка с платком на шее» (индон. Perempuan Berkalung Sorban, англ. The Girl With the Keffiyeh Around Her Neck) — нашла роль Менук интересной и более серьёзной, чем её предыдущие роли в фильмах ужасов. Сразу же согласилась и Эндхита, которой Брамантйо предложил роль Рики.

## Темы и стиль
Аде Ирвансях (Ade Irwansyah), репортёр «Tabloid Bintang», отметил, что «?» — «микрокосм» Индонезии, в которой многочисленные религиозные группы часто конфликтуют между собой. Ирвансях написал, что Брамантйо предлагает зрителям подумать о том, что какие-то конфликты между людьми на религиозной почве происходят каждый день, и о том, как быть с различиями культур и убеждений; в то же время сам Брамантйо назвал фильм своей личной интерпретацией религиозной ситуации в стране. Кинокритик Эрик Сасоно отметил, что это было понятно из заключительной реплики фильма: «По-прежнему ли важно то, что мы — разные?» (индон. Masih pentingkah kita berbeda?), и предположил, что Брамантйо опасается превращения Индонезии в монолитное государство. По словам Сасоно, конфликт в «?» получает разрешение, когда герои фильма начинают верить в то, что все религии хороши и все они восхваляют одного Бога; следовательно, все религиозные конфликты прекратятся, если люди смогут принять чужие убеждения.
Газета «Jakarta Globe» описывает фильм как «исследование роли и статуса ислама в современном индонезийском обществе». Сасоно отметил, что мусульманское большинство в фильме не демонстрирует открыто мотивов своих действий, будь то употребление расистского термина «Цино» (Cino) или нападение на ресторан Суна. Сравнивая действия мусульманских групп в фильме «?», в фильме Асрула Сани «Аль Кауцар» (индон. Al Kautsar, 1977 год) и в фильме «Титиан Серамбут: разделённый на семь» (индон. Titian Serambut Dibelah Tujuh, 1982 год), Сасоно полагает, что Брамантйо выражает опасение, что теперь эти группы могут нападать друг на друга и без помощи провокаторов. Он также отметил, что сцена из фильма, в которой двое мужчин на мотоцикле наносят ножевые ранения католическому священнику, отражает реальное происшествие, случившееся в сентябре 2010 года в Бекаси и получившее общенациональную известность. Далее он описывает ракурсы, под которыми снимались сцены фильма, как вульгарные, разрушающие утончённость, но при этом делающие постановку более драматичной; особенно это проявляется в сцене с обвалом части мечети.

## Премьера
Премьера фильма «?» состоялась 31 марта 2011 года в городе Гандария Сити, Южная Джакарта; на широкие экраны фильм вышел 7 апреля. В первые пять дней после премьеры фильм посмотрели почти 100 тысяч человек в Индонезии, а к середине сентября 2011 года — более 550 тысяч. Фильм демонстрировался и в других странах. На шестом Фестивале индонезийских фильмов в Австралии «?» был полностью показан 25 августа 2011 года в качестве заключительного фильма этого фестиваля. По словам Брамантйо, фильм был также показан в Ванкувере и в Париже, где получил положительные отзывы.
По сценарю фильма была написана книга «Гармония в знаке вопроса» (индон. Harmoni Dalam Tanda Tanya); эта книга была опубликована издательством «Mahaka Publishing» в декабре 2011 года. Автор книги — Мелвий Йендра дан Адрияти (индон. Melvy Yendra dan Adriyati). В книге более подробно, чем в фильме, раскрыта тема взаимоотношений между Хендрой и Менук. 21 февраля 2012 «?» был официально выпущен на DVD компанией «Jive! Collection», после того, как в январе прошёл цензуру. DVD-версия фильма содержит оригинальный звук на индонезийском языке, субтитры на индонезийском и английском, документальное видео о съёмках фильма и галерею фотографий от его создателей. В предисловии к DVD-аннотации, Ронни П. Тьяндра (Ronny P. Tjandra) из «Jive! Collection» написал, что зрителям нужно смотреть фильм с открытыми сердцами, потому что показанные в нём конфликты остаются актуальными в обществе.

## Реакция

### Отзывы
Реакция кинокритиков на «?» была благосклонной. Индах Сетиавати (Indah Setiawati) из газеты «The Jakarta Post» отметил, что фильм стал «смелой попыткой продвижения умеренного ислама и раскрытия чувствительных вопросов страны вместе с причинами их возникновения», и потому зрители должны «быть готовы смеяться сквозь слёзы». Агуслиа в статье, опубликованной в индонезийском журнале «Tempo», заявил, что этот фильм оказался лучше, чем обладатель «Читры» 2010 года, фильм на сходную тему «Три сердца, два мира, одна любовь». Картоё ДС, присутствовавший на пресс-показе фильма «?», опубликовал обзор фильма в индонезийской газете «Suara Karya», где похвалил сюжет, визуальные эффекты и музыку.
Беннь Бенке в статье в семарангской ежедневной газете «Suara Merdeka» полагает, что Брамантйо использовал «?», чтобы показать толерантность в Индонезии, не употребляя привычных клише; однако, по мнению Беннь Бенке, в некоторых сценах фильма (например, обращение Хендры в ислам) имеются явные гиперболы. Франс Сартоно, опубликовавший отзыв в традиционно выражающей позиции католиков ежедневной газете «Kompas», посчитал «?» чрезмерно нравоучительным, но при этом крайне интересным фильмом, а его социальный комментарий — злободневным и востребованным в свете межрелигиозного конфликта в Индонезии. Он также отметил, что мотивы действий героев фильма — в основном не религиозные, а вполне мирские, насущные.

### Критика и протесты
После выхода фильма «?» на экраны, консервативный «Фронт защитников ислама» выступил против этого фильма из-за содержащегося в нём призыва к плюрализму.. «Бансер», молодёжная организация «Нахдатул Улама», также протестовала против фильма, усмотрев оскорбление в свой адрес в сцене, где члены «Бансера» получают оплату за выполнение садаки; члены этой организации настаивают на том, что в действительности они выполняют свою благотворительную миссию бесплатно. Глава «Культурного центра» «Индонезийского совета улемов» Чхолил Ридван (Cholil Ridwan) утверждает, что «фильм открыто пропагандирует религиозный плюрализм», который «Индонезийский совет улемов» в 2005 году объявил харамом (запретным для мусульман).
Когда индонезийский телеканал SCTV анонсировал показ фильма «?» во время Ураза-байрама в 2011 году, это также вызвало значительные протесты: «Фронт защитников ислама» собрал сотни сторонников на демонстрацию перед офисом телекомпании; протестующие требовали вырезать из фильма ещё больше сцен. В результате SCTV решил отменить показ фильма; это решение в свою очередь вызвало резкую критику и было расценено как «соглашательство» с «Фронтом защитников ислама».
В ответ на критику фильма «?» министр культуры и туризма Индонезии Джеро Вачик высказал мнение, что фильм лучше было бы назвать «Единство в многообразии» — это национальный девиз Индонезии — и что показанные в фильме примеры межнациональной и межрелигиозной толерантности отражают индонезийский «национальный характер». Религиозная активистка Йеннь Вахид, дочь Абдуррахмана Вахида — бывшего президента Индонезии и известного плюралиста, сказала, что «?» «успешно выразил идеи плюрализма в Индонезии» и что критикам следует рассматривать его целиком, а не частями.
Брамантйо поначалу написал в Твиттере, что протесты только увеличивают популярность фильма, создавая ему бесплатную рекламу, однако потом режиссёр вступил в переговоры с «Индонезийским советом улемов» и согласился вырезать из фильма некоторые сцены и эпизоды, чтобы избежать новых протестов. В октябре 2011 года в интервью он заявил, что «озадачен» тем, как плохо фильм «?» был воспринят мусульманами.

## Награды и премии
Фильм «?» участвовал в девяти номинациях Индонезийского кинофестиваля 2011 года, став там одним из трёх самых номинированных фильмов (другие два — фильм «Танцор» режиссёра Ифы Исфансяха и фильм «Всё ещё ненормальная любовь» режиссёра Бенни Сетиавана). Но из этих трёх фильмов «?» получил наименьшее количество наград — только одну «Читру», за лучшую операторскую работу, в то время как «Танцор» выиграл в двух номинациях, в том числе опередил «?» в номинации «лучшая режиссура», а «Всё ещё ненормальная любовь» оказалась более успешной в номинации «лучший звук». В номинации «лучший оригинальный сюжет» «?» уступил первенство фильму режиссёра Камилы Андини «Зеркало не обманет».
В 2012 году «?» принял участие в трёх номинациях кинофестиваля в Бандунге (англ. Bandung Film Festival), но не победил ни в одной из них: все три награды получил фильм «Зеркало не обманет».
| Фестиваль                   | Год  | Номинация                         | Претендент                                                      | Результат |
| --------------------------- | ---- | --------------------------------- | --------------------------------------------------------------- | --------- |
| Индонезийский кинофестиваль | 2011 | Лучшая режиссура                  | Ханун Брамантйо (Hanung Bramantyo)                              | Номинация |
| Индонезийский кинофестиваль | 2011 | Лучший киносценарий               | Титиен Ваттимена (Titien Wattimena)                             | Номинация |
| Индонезийский кинофестиваль | 2011 | Лучший оригинальный сюжет         | Ханун Брамантйо                                                 | Номинация |
| Индонезийский кинофестиваль | 2011 | Лучшая операторская работа        | Яди Суганди (Yadi Sugandi)                                      | Победа    |
| Индонезийский кинофестиваль | 2011 | Лучшее художественное руководство | Фаузи (Fauzi)                                                   | Номинация |
| Индонезийский кинофестиваль | 2011 | Лучший монтаж                     | Чеса Давид Лучкмасях (Cesa David Luckmasyah)                    | Номинация |
| Индонезийский кинофестиваль | 2011 | Лучшая звукорежиссура             | Сатрио Будионо и Сафт Даулцях (Satrio Budiono & Saft Daultsyah) | Номинация |
| Индонезийский кинофестиваль | 2011 | Лучшая мужская роль второго плана | Агус Кунчоро (Agus Kuncoro)                                     | Номинация |
| Индонезийский кинофестиваль | 2011 | Лучшая женская роль второго плана | Эндхита (Endhita)                                               | Номинация |
| Кинофестиваль в Бандунге    | 2012 | Лучшая режиссура                  | Ханун Брамантйо                                                 | Номинация |
| Кинофестиваль в Бандунге    | 2012 | Лучшая операторская работа        | Яди Суганди                                                     | Номинация |
| Кинофестиваль в Бандунге    | 2012 | Лучшая киноафиша                  |                                                                 | Номинация |

## Комментарии
1. ↑  Для сравнения: наиболее продаваемый индонезийский фильм 2011 года — «Письма к Богу»[индон.] — собрал 750 тысяч зрителей (Yazid 2011, 2011: The Year).
2. ↑  ориг. англ. gallant attempt to promoted [sic] moderate Islam and reveal the sensitive issues in the country in a casual way.
3. ↑  ориг. англ. get ready to burst into laughter and break down in tears.
4. ↑  Это решение телекомпании SCTV раскритиковала даже «Нахдатул Улама», ранее тоже возражавшая против фильма (The Jakarta Globe 2011, SCTV Widely Criticized).

### Интернет
- '?' Question Mark (Tanda Tanya) (англ.). Indonesian Film Festival. Дата обращения: 10 июня 2012. Архивировано из оригинала 10 июня 2012 года.
- Aguslia. Sebuah Tanda Tanya dari Hanung Bramantyo (индон.). Tempo (7 апреля 2011). Дата обращения: 6 ноября 2011. Архивировано из оригинала 6 ноября 2011 года.
- Armitrianto, Adhitia. Ingatan Toleransi dalam Tanda Tanya (индон.). Suara Merdeka (9 апреля 2011). Дата обращения: 10 июня 2012. Архивировано из оригинала 10 июня 2012 года.
- Benke, Benny. Merayakan Indonesia (индон.). Suara Merdeka (1 апреля 2011). Дата обращения: 10 июня 2012. Архивировано из оригинала 10 июня 2012 года.
- Cast & Crew (индон.). Official Website for ?. Mahaka Pictures. Дата обращения: 18 декабря 2011. Архивировано из оригинала 18 декабря 2011 года.
- Christian pastors attacked in Bekasi, one stabbed (англ.). The Jakarta Post (12 сентября 2010). Дата обращения: 20 июня 2010. Архивировано из оригинала 13 сентября 2010 года.
- Film Tanda Tanya Meraih Respon Positif di Festival Internasional (индон.). Dapur Film. Дата обращения: 10 июня 2012. Архивировано из оригинала 10 июня 2012 года.
- Fikri, Ahmad. Daftar Lengkap Pemenang Festival Film Bandung 2012 (индон.). Tempo (13 мая 2012). Дата обращения: 23 января 2013. Архивировано из оригинала 23 января 2013 года.
- FPI pulls scalpel on Hanung Bramantyo's plurist film '?' (англ.). The Jakarta Post (29 августа 2011). Дата обращения: 6 ноября 2011. Архивировано из оригинала 6 ноября 2011 года.
- Hanung's new film touches Yenni's heart (англ.). The Jakarta Post (9 апреля 2011). Дата обращения: 6 ноября 2011. Архивировано из оригинала 6 ноября 2011 года.
- Herman, Ami. Masyarakat Australia Menyukai Film-film Indonesia (индон.). Suara Karya (8 октября 2011). Дата обращения: 10 июня 2011. Архивировано из оригинала 10 июня 2012 года.
- Irwansyah, Ade. Mengapa Hanung Bramantyo Beri Judul Filmnya '?' ? (индон.). Tabloid Bintang (31 марта 2011). Дата обращения: 6 ноября 2011. Архивировано из оригинала 6 ноября 2011 года.
- Kartoyo DS. Bikin Film Toleransi Agama (индон.). Suara Karya (3 января 2011). Дата обращения: 10 июня 2012. Архивировано из оригинала 10 июня 2012 года.
- Kartoyo DS. Mengukur Kadar Kesadaran dan Toleransi Masyarakat (индон.). Suara Karya (2 апреля 2011). Дата обращения: 10 июня 2012. Архивировано из оригинала 10 июня 2012 года.
- Khumaesi, Aghia. DVD dan Novel Adaptasi Film 'Tanda Tanya' Telah Diluncurkan (индон.). Republika (22 февраля 2012). Дата обращения: 10 июня 2011. Архивировано из оригинала 10 июня 2012 года.
- Khumaesi, Aghia. Novel 'Harmoni Dalam Tanda Tanya' Jawaban atas Pertanyaan Penonton (индон.). Republika (22 февраля 2012). Дата обращения: 10 июня 2011. Архивировано из оригинала 10 июня 2012 года.
- Kolaborasi Hanung-Zaskia (индон.). Suara Merdeka (25 февраля 2011). Дата обращения: 10 июня 2012. Архивировано из оригинала 10 июня 2012 года.
- Kurniasari, Triwik. A vibrant year for the film industry (англ.). The Jakarta Post (18 декабря 2011). Дата обращения: 12 января 2012. Архивировано из оригинала 4 января 2012 года.
- Making Movies With a Message (англ.). Jakarta Globe (8 апреля 2011). Дата обращения: 6 ноября 2011. Архивировано из оригинала 6 ноября 2011 года.
- Maullana, Irfan. FFI 2011: '?', 'MBCB', dan 'Sang Penari', Terbanyak Dinominasikan (индон.). Kompas (28 ноября 2011). Дата обращения: 18 августа 2012. Архивировано из оригинала 18 августа 2012 года.
- Maullana, Irfan. Hanung Menyentuh Isu Sensitif di Film '?' (индон.). Kompas (31 марта 2011). Дата обращения: 6 ноября 2011. Архивировано из оригинала 6 ноября 2011 года.
- Meledak-ledak (индон.). Kompas (10 апреля 2011). Дата обращения: 10 июня 2012. Архивировано из оригинала 10 июня 2012 года.
- Nominasi Festival Film Bandung 2012 (индон.). KapanLagi.com (1 мая 2012). Дата обращения: 21 января 2013. Архивировано из оригинала 16 мая 2012 года.
- Penghargaan Tanda Tanya (индон.) (недоступная ссылка — история). filmindonesia.or.id. Jakarta: Konfidan Foundation. Дата обращения: 10 июня 2012.
- Press (индон.). Official Website for ?. Mahaka Pictures. Дата обращения: 18 декабря 2011. Архивировано из оригинала 18 декабря 2011 года.
- Rakhmani, Inaya. Questioning religious divides (англ.). Inside Indonesia (3 октября 2011). Дата обращения: 6 ноября 2011. Архивировано из оригинала 6 ноября 2011 года.
- Revalina S Temat Senang Jadi Menuk (индон.). Suara Merdeka (2 апреля 2011). Дата обращения: 10 июня 2012. Архивировано из оригинала 10 июня 2012 года.
- Sartono, Frans. Drama di Sekitar Warung China (индон.). Kompas (4 апреля 2011). Дата обращения: 10 июня 2012. Архивировано из оригинала 10 июня 2012 года.
- SCTV Widely Criticized for Giving In to FPI (англ.). Jakarta Globe (29 августа 2011). Дата обращения: 6 ноября 2011. Архивировано из оригинала 6 ноября 2011 года.
- Setiawati, Indah. Agus Kuncoro: His life for Films (англ.). The Jakarta Post (17 апреля 2011). Дата обращения: 17 мая 2012. Архивировано из оригинала 17 мая 2012 года.
- Setiawati, Indah. Hanung's new film raises hard-line ire (англ.). The Jakarta Post (17 апреля 2011). Дата обращения: 6 ноября 2011. Архивировано из оригинала 6 ноября 2011 года.
- Setiawati, Indah. Is film censorship necessary? (англ.). The Jakarta Post (23 октября 2011). Дата обращения: 6 ноября 2011. Архивировано из оригинала 6 ноября 2011 года.
- Setiawati, Indah. Questioning intolerance (англ.). The Jakarta Post (10 апреля 2011). Дата обращения: 6 ноября 2011. Архивировано из оригинала 6 ноября 2011 года.
- Sofyan, Eko Hendrawan. Sheila On 7 Berjodoh dengan Film Terbaru Hanung (индон.). Kompas (2 апреля 2011). Дата обращения: 10 июня 2012. Архивировано из оригинала 10 июня 2012 года.
- Sudibyo, Anton. Kalau Bayar Casting, Pasti Penipuan (индон.). Suara Merdeka (14 апреля 2011). Дата обращения: 10 июня 2012. Архивировано из оригинала 20 ноября 2015 года.
- 'Tendangan dari Langit' Terlaris (индон.). Suara Merdeka (18 сентября 2011). Дата обращения: 10 июня 2012. Архивировано из оригинала 10 июня 2012 года.
- Yazid, Nauval. 2011: The Year Indonesia Forgot Movies (англ.). Jakarta Globe (26 декабря 2011). Дата обращения: 5 июня 2012. Архивировано из оригинала 5 июня 2012 года.

### Печатные издания
- Sasono, Eric. '?' (Tanda Tanya): Pertanyaan Retoris Hanung // ? (индон.). — Jakarta: Jive! collection, 2012. — С. 2–14.
- Sidel, John Thayer. Riots, Pogroms, and Jihad: Religious Violence in Indonesia (англ.). — Ithaca: Cornell University Press, 2006. — ISBN 9780801473272.

### Мультимедиа
- Bramantyo, Hanung (director) (2012). ? (DVD liner notes). Jakarta: Jive! collection. OCLC 778369109.
- Bramantyo, Hanung (director) (2012). Behind the Scene[sic] (индон.). Jakarta: Jive! collection.
- Tjandra, Roni P. (2012). Tanda Tanya dari Jive Collection. ? [Tanda Tanya from Jive Collection] (DVD liner notes) (индон.). Jakarta: Jive! collection. p. 1. OCLC 778369109.